# Klinikum Nord (metropolitana di Norimberga)
La stazione di Klinikum Nord è una stazione della metropolitana di Norimberga, capolinea settentrionale della linea U3.